# Enrico Demetz
Enrico Demetz (Santa Cristina Valgardena, 22 ottobre 1946) è un ex sciatore alpino italiano.

## Biografia
Sciatore polivalente, Demetz debuttò in campo internazionale in occasione del Grand Prix du Savoy 1964 (Méribel, 20-22 marzo), classificandosi 12º nello slalom gigante; in Coppa del Mondo esordì nella stagione inaugurale del circuito, il 5 febbraio 1967 a Madonna di Campiglio in slalom speciale (29º), e conquistò il miglior risultato il 3 marzo dello stesso anno a Sestriere in discesa libera (19º). Nel 1968 si piazzò 3º nello slalom gigante della Coppa Vitranc (Kranjska Gora, 9 marzo), non valido per la Coppa del Mondo; prese per l'ultima volta il via nel massimo circuito internazionale il 20 gennaio 1970 nella medesime località e specialità (44º) e ottenne l'ultimo piazzamento internazionale il giorno dopo sempre a Kranjska Gora, nello slalom speciale della Coppa Vitranc non valido per la Coppa del Mondo (34º). Non prese parte a rassegne olimpiche o iridate.

## Palmarès

### Campionati italiani
- 1 medaglia[9]:
  - 1 bronzo (combinata nel 1969)